# Patró sociolingüístic
Un patró sociolingüístic (sociolinguistic pattern) és el conjunt de factors que determinen l'ús lingüístic.

## Antecedents
El concepte té el seu origen en el llegat de William Lavob  (Sociolinguistic patterns), que va demostrar que la parla, un fet individual i que quedava al marge de l'estudi, en la dicotomia entre langue/parole de Ferdinand de Saussure té uns patrons sistemàtics que permeten la seva anàlisi. Per tant, en la parla real es poden formular unes regles que permeten estudiar l'aparició d'un determinat tret lingüístic d'una manera científica, fent un ús conscient i actiu del mètode empíric.
Calia anar a la realitat, a la vida quotidiana, per entendre la lògica dels usos lingüístics, per trobar-ne les seves regularitats. Aquest interès de Labov va començar en l'observació de les diferents modalitats de parla en els entorns urbans, és a dir, a partir de la parla es pot saber a quin barri pertany l'emissor i amb això, la classe social. Aquest fet el va portar a estudiar el canvi lingüístic segons els trets lingüístics que són acceptats o deixats de banda pels parlants d'un determinat grup social i segons alguns trets de l'individu, com l'edat.
En paraules de Pujolar, Labov argumentà que es podien formular unes regles variables “que poden ajudar a predir la probabilitat d'aparició d'un tret lingüístic concret”. Per tant, va formular unes regles sociolingüístiques que va anomenar "variables lingüístiques".

## El cas català
Miquel Àngel Pradilla (2003) recull les aportacions més significatives sobre la perspectiva variacionista en l'àmbit català. Destaca F. Gimeno com l'introductor de la sociolingüística de la variació en l'estudi del català des de la Universitat d'Alacant. Una de les primeres contribucions és la tesi doctoral de Brauli Montoya en la qual es tracta el canvi lingüístic des d'un punt de vista sincrònic com diacrònic. Destaca, així mateix, el grup de treball coordinat a la Universitat de Barcelona i després a la Rovira i Virgili. Esmenta també els treballs en aquesta línia publicats per J. Carrera, J. Argente, A. Mas, L. Payrató, L. Pons i el mateix Pradilla.